# 中途採用等支援助成金
中途採用等支援助成金（ちゅうとさいようとうしえんじょせいきん）とは、日本において雇用保険法等を根拠に、労働者の中途採用者の雇用管理制度を整備し、中途採用の拡大を図る事業主に対して給付する助成金の一である。雇用保険のなかの「雇用保険二事業」と呼ばれる事業のうちの雇用安定事業（雇用保険法第62条）として行なわれる。
終身雇用が前提で新卒一括採用のみを行っていた大手企業が中途採用での人材確保を行うなど、少子化が加速して労働人口が減少したことにより、各社が人材確保を行うために新たな施策や採用戦略を練る必要に迫られている。結婚や出産などで退職を余儀なくされる労働者、定年後の再雇用等、様々な人材が自分にあった働き方などができるように、企業への受け入れ体制の整備を推進するために設けられている。

## 助成金の対象となる中途採用等
中途採用拡大コース
2019年（平成31年）4月から、労働移動支援助成金（中途採用拡大コース）は、中途採用等支援助成金（中途採用拡大コース）として実施している。
- 中途採用拡大助成 - 中途採用者の雇用管理制度を整備し、中途採用の拡大（中途採用率の拡大または45歳以上の者の初採用）を図る事業主に対する助成。
- 生産性向上助成 - 中途採用拡大助成の支給を受けた事業主のうち、一定期間経過後に生産性が向上した事業主に対する助成。

UIJターンコース
東京圏からの移住者を雇い入れた事業主に対し、その採用活動に要した経費の一部を助成する。
- 「東京圏からの移住者」とは、地方創生推進交付金（移住・起業・就業タイプ）を活用して地方公共団体が実施する移住支援事業を利用したUIJターン者に限る。また、新規学卒者及び新規学卒者と同一の採用の枠組みで採用された者は除く。

生涯現役起業支援コース
- 雇用創出措置助成分 - 中高年齢者（40歳以上）の者が、起業によって自らの就業機会の創出を図るとともに、 事業運営のために必要となる従業員（中高年齢者等）の雇入れを行う際に要した、 雇用創出措置（募集・採用や教育訓練の実施）にかかる費用の一部を助成する。
- 生産性向上助成分 - 雇用創出措置助成分の助成金の支給を受けた後、一定期間経過後に生産性が向上している場合に、別途生産性向上にかかる助成金を支給する。

## 受給額
中途採用拡大コース
- 中途採用拡大助成 - 50万円（45歳以上の者の初採用は60万円（支給申請日において継続して雇用されている支給対象者の中に、雇入れ時の年齢が60歳以上であって、かつ雇入れ日から6か月以上経過している者がいる場合、70万円））
- 生産性向上助成 - 25万円（45歳以上の者の初採用は30万円）

UIJターンコース
助成対象経費の合計額に、助成率（中小企業は3分の2、中小企業以外は2分の1）を乗じた額を支給する（上限100万円）。
「助成対象経費」は、雇入れ事業主が計画期間内に行った採用活動に要した費用のうち、計画期間内に支払いの発生原因が生じ、支給申請書の提出日までに弁済期が到来し支払われた費用を対象とする。ただし、以下の費用については上限額がある。
- 自社ホームページの作成に要した費用 - 中小企業は20万円、中小企業以外は30万円
- 就職説明会等の実施に要した費用のうち採用担当者の交通費 - 国家公務員の旅費に関する法律により算出される鉄道料金、船賃、航空賃および車賃の合計額
- 就職説明会等の実施に要した費用のうち採用担当者の宿泊費 - 1人1泊8,700円

生涯現役起業支援コース
- 雇用創出措置助成分 - 起業時の年齢区分に応じて、計画期間内に生じた雇用創出措置に要した費用の合計に、助成率（起業者が高年齢者（60歳以上）の場合は3分の2、それ以外は2分の1）を乗じた額を支給する（上限、起業者が高年齢者の場合は200万円、それ以外は150万円）。
- 生産性向上助成分 - 雇用創出措置助成分により支給された助成額の4分の1額を別途支給する。

| 産業分類             | 資本金の額・出資の総額 | 常時雇用する労働者の数 |
| -------------------- | ---------------------- | ---------------------- |
| 小売業(飲食店を含む) | 5,000万円以下          | 50人以下               |
| サービス業           | 5,000万円以下          | 100人以下              |
| 卸売業               | 1億円以下              | 100人以下              |
| その他の業種         | 3億円以下              | 300人以下              |